# Nepocarcelia fulva
Nepocarcelia fulva là một loài ruồi trong họ Tachinidae.